# Czyrwonaja Zorka (rejon berezyński)
Czyrwonaja Zorka (biał. Чырвоная Зорка; ros. Красная Зорька, Krasnaja Zor´ka) – wieś na Białorusi, w obwodzie mińskim, w rejonie berezyńskim, w sielsowiecie Bahuszewiczy. W 2009 roku liczyła 18 mieszkańców.